# Ryujo (schip, 1933)

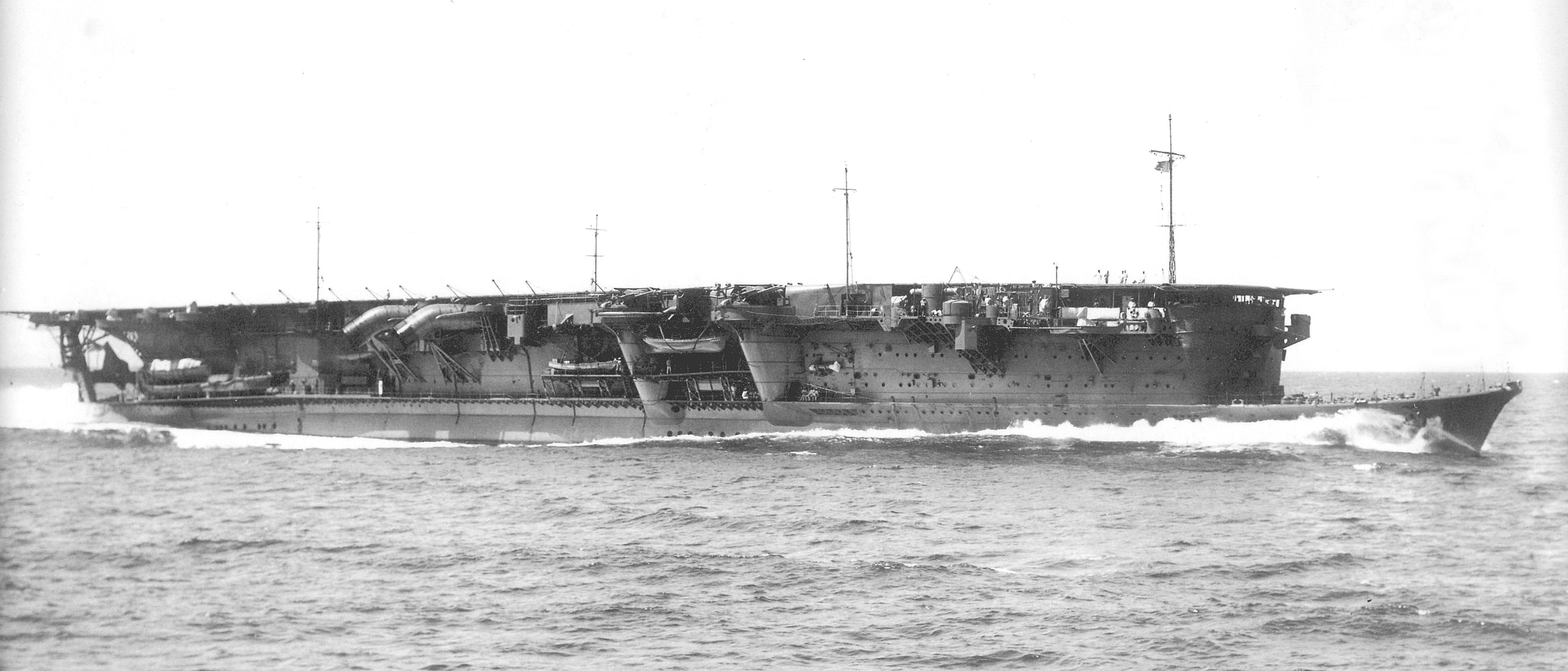

Ryujo (Japans: 龍驤, Ryūjō) was een Japans vliegdekschip in de Tweede Wereldoorlog.
Het lichte vliegdekschip Ryujo kwam gereed in 1933 en werd voor aanvang van de Tweede Wereldoorlog enkele malen verbouwd om de zeewaardigheid te verbeteren.
Eind jaren dertig werd ze ingezet tijdens de Tweede Chinees-Japanse Oorlog.
In het begin van de Tweede Wereldoorlog ondersteunde ze de troepen bij de verovering van de Filipijnen, daarna bij de verovering van Nederlands-Indië.
In juni 1942 nam ze samen met het vliegdekschepen Junyo deel in de afleidingsaanval op de Amerikaanse eilanden Kiska en Attu in de Aleoeten. Haar vliegtuigen bombardeerden onder andere Dutch Harbor.
In augustus 1942 tijdens de gevechten om Guadalcanal moest ze transportschepen met voorraden voor de Japanse troepen op Guadalcanal escorteren en bombardementen uitvoeren op Henderson Field, het Amerikaanse vliegveld op Guadalcanal. Tijdens deze slag, die bekend werd als de Slag om de Salomonseilanden werd ze, terwijl haar vliegtuigen op een missie waren om Henderson Field te bombarderen, aangevallen door vliegtuigen van het Amerikaanse vliegdekschip USS Saratoga (CV-3) en door bom en torpedotreffers tot zinken gebracht.
Het grootste deel van haar manschappen kon door begeleidende torpedobootjagers en kruisers worden gered.
Ze zonk op 106 mijlen ten noorden van Tulagi.

## Ryujo
- Type: Japans vliegdekschip
- Gebouwd: 26 november 1929
- Te water gelaten: 2 april 1931
- In dienst gesteld: 9 mei 1933
- Gezonken: Tot zinken gebracht door Navy-luchtaanvallen in de Zeeslag bij de Oostelijke Salomonseilanden op 24 augustus 1942
- Geschrapt van marinelijst: 10 november 1942

### Technische gegevens
- Waterverplaatsing: 12.732 ton
- Lengte: 167 meter
- Breedte: 20,32 meter
- Diepgang: 5,56 meter
- Vermogen: Stoomturbines - 6 stoomketels - 2 schroeven (48,5 MW) 65.000 pk
- Maximale snelheid: 29 knopen (54 km/h)
- Reikwijdte:19.000 km aan 26 km/h (10.000 zeemijl aan 14 knopen)
- Bemanning: 924 manschappen

### Bewapening
- vliegtuigbestand: 38 vliegtuigen
- 8 x 10 cm kanonnen
- 4 x 25 mm luchtafweer snelvuurkanonnen
- 24 x 13,2 mm snelvuurkanonnen